# Département Isère

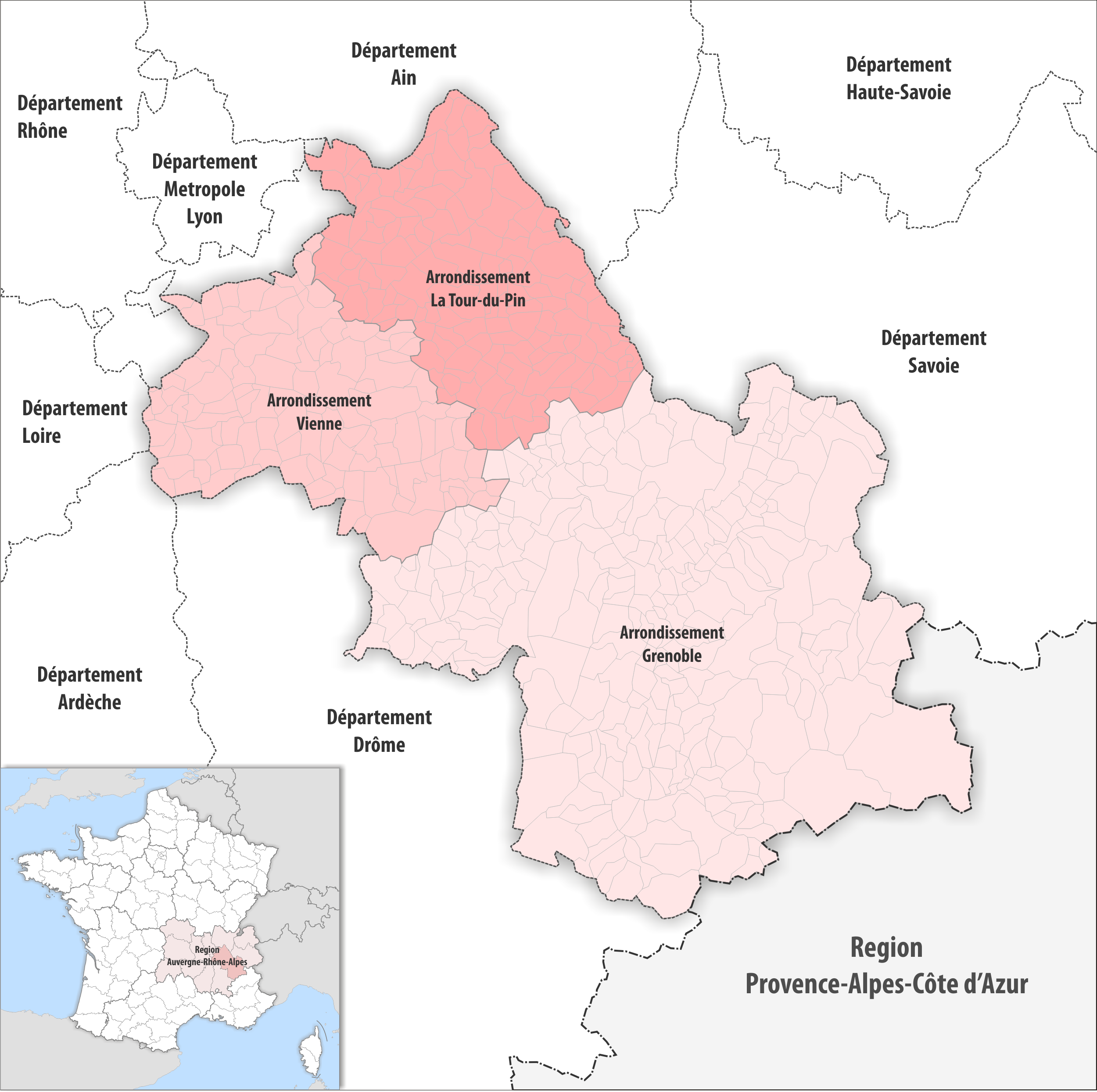
Gemeinden und Arrondissemente im Département Isère

Das Département de l’Isère [iˈzɛːʀ] ist das französische Département  mit der Ordnungsnummer 38. Es liegt im Südosten des Landes in der Region Auvergne-Rhône-Alpes und ist nach dem Fluss Isère benannt.

## Geographie
Das Département Isère grenzt an die Départements Rhône, Ain, Savoie, Hautes-Alpes, Drôme, Ardèche und Loire.

## Geschichte
Das Département wurde am 4. März 1790 aus Teilen der Provinz Dauphiné gebildet.
Von 1960 bis 2015 war es Teil der Region Rhône-Alpes, die 2016 in der Region Auvergne-Rhône-Alpes aufging.

## Wappen
Beschreibung: In Blau und Gold durch Wellenschnitt geteilt; oben ein silberner Wellenbalken und unten ein rotbeflosster blauer Delfin.

## Städte
| Stadt                | Einwohner (2022) | Arrondissement |
| -------------------- | ---------------- | -------------- |
| Grenoble             | 156.389          | Grenoble       |
| Saint-Martin-d’Hères | 38.022           | Grenoble       |
| Échirolles           | 36.708           | Grenoble       |
| Vienne               | 31.555           | Vienne         |
| Bourgoin-Jallieu     | 29.816           | La Tour-du-Pin |
| Fontaine             | 22.471           | Grenoble       |
| Voiron               | 21.604           | Grenoble       |

## Verwaltungsgliederung
Das Département Isère besteht aus 3 Arrondissements, 29 Kantonen und 512 Gemeinden.
| Arrondissement    | Kantone | Gemeinden | Einwohner 1. Januar 2022 | Fläche km² | Dichte Einw./km² | Code INSEE |
| ----------------- | ------- | --------- | ------------------------ | ---------- | ---------------- | ---------- |
| Grenoble          | 19      | 263       | 750.664                  | 4.398,70   | 171              | 381        |
| La Tour-du-Pin    | 8       | 136       | 317.894                  | 1.543,13   | 206              | 382        |
| Vienne            | 6       | 113       | 222.822                  | 1.489,66   | 150              | 383        |
| Département Isère | 29      | 512       | 1.291.380                | 7.431,49   | 174              | 38         |